# Natura morta con pernice, guanti di ferro e dardo di balestra
Natura morta con pernice, guanti di ferro e dardo di balestra o natura morta appesa al muro è un dipinto olio su tavola di Jacopo de' Barbari che lo ha firmato e datato 1504. La tavola è conservata nel museo d'arte di Monaco di Baviera Alte Pinakothek dal 1909, ed è ritenuto il primo trompe-l'œil moderno.

## Storia
Il dipinto fu eseguito dall'artista alla corte di Federico il Saggio per essere poi spostato nella residenza di Neuburg, castello sul fiume Danubio nel 1764. L'opera risulta essere presente nel castello di Schaleissheim dal 1804 e successivamente nel 1810 nella pinacoteca di Ausburg giungendo poi nel 1909, al museo d'arte di Monaco.

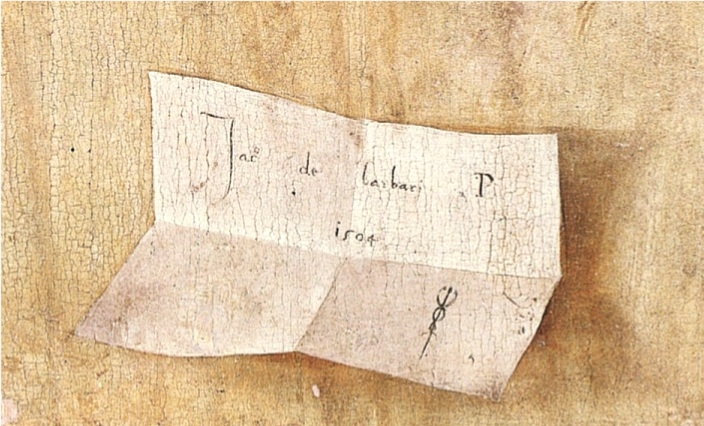
Jacopo de' Barbari - firma con caduceo

Anche se l'opera più conosciuta dell'artista veneziano è la grande xilografia Veduta di Venezia del 1500, questo è sicuramente uno dei migliori dipinti che abbia realizzato sia per la particolarità del soggetto che per la sua raffinatezza. L'artista, veneziano di nascita, ma di maturità artista nordica, avendo vissuto molti dei suoi anni in Germania a contatto anche con Albrecht Dürer. In Germania veniva conosciuto anche come  Jacopo Walch, cioè straniero. I due artisti si erano già frequentati negli ultimi anni del XV secolo a Venezia. Il de' Barbari si spostò in Germania lavorando alla corte dell'imperatore Massiliano I, e successivamente, tra il 1503 3 il 1505, accettò le commissioni di Federico il Saggio, e proprio a questo periodo si fa riferimento al dipinto. L'artista si spostò poi alla corte di Filippo il Bello dove rimase fino al 1510.
Sulla realizzazione dell'opera non vi sono dubbi essendo datata e firmata dal de' Barbari che appose anche il simbolo del caduceo che amava apporre accanto alla propria firma, come segno di riconoscimento. Non si conosce la finalità dell'opera, che, date le sue piccole dimensioni, qualcuno ritiene possa essere il coperto di un'anta da armadio di un cacciatore. Cacciatore infatti era proprio Federico il Saggio grande amante della caccia, e proprio nel castello di Locau, dove l'artista risulta essere presente, era importante sede venatoria. Vi era inoltre con l'artista a lavorare nel castello il quel periodo, il giovane Lucas Cranach, che realizzò poi nel castello il grande affresco La caccia in onore di Carlo V nel castello di Torgau, apoteosi della caccia, strappato e conservato a Madrid nella pinacoteca del Museo del Prado.

## Descrizione
La piccola tavola di legno di tiglio, raffigura una pernice appesa con due guanti ferrei e il dardo di una balestra a una ipotetica parete. La tavola è dipinta con uno sfondo che riprende la trama del legno. La sensazione dell'osservatore è proprio quella di vedere qualche cosa che non è un dipinto piatto, ma l'illusione di un'opera tridimensionale raffigurata in verticale e non in forma piana come è una tavola, caratteristica tipica del trompe-l'œil. Questo rende il lavoro ancora più importante, portando l'artista tra i primi realizzatori di questo tipo d'arte, divenendone l'archetipo, di un tema iconografico che si ritiene si sia sviluppato solo successivamente. Sotto i soggetti appesa vi è una piccola foglia che sembra volare nell'illusione di uno spazio, e un biglietto aperto, ma che si presentava chiuso, dove è presente la firma, la data 1504 e il caduceo che doveva apparire nella parte superiore del biglietto piegato.

L'opera è da considerarsi un lavoro che manifesta il grande bagaglio artistico che il de' Barbari aveva maturato prima in terra veneziana e successivamente nel nord Europa anche grazie alla vicinanza col Dürer, da cui prese l'aspetto naturalistico con le ombre che sfumano dal colore cupo più intenso verso gli oggetti raffigurati, a sfumare nelle tinte più chiare quasi a sparire, più ci si allontana.
Secondo l'inventario dei beni di Margherita d'Austria, l'artista avrebbe realizzato altre opere di natura morta che fanno ritenere che questo sia il pendant di un ulteriore lavoro poi andato perduto. Dell'artista resta il dipinto Uno sparviero conservato a Londra nella pinacoteca della National Gallery a indicare quando fossero richieste queste suo opere.
Il museo di Monaco conserva anche un disegno di Jacopo de' Barbari sempre del medesimo periodo, raffigurante una pernice morta su un foglio di mm 257x153. Il disegno faceva parte della collezione di acquarelli raffiguranti uccelli della collezione Sloane. La collezione comprendeva molti disegni di George Edwards per quanto a lui assegnato anche questo lavoro, ma nella cura della raffigurazione e delle sue ombre, nonché il periodo di realizzazione, hanno indotto i critici a confermare l'affinità tra le due opere del de ' Barbari non solo tematica ma anche stilistica. Anche questo lavoro, come le opere degli anni successivi al 1500 dell'artista veneziano, nulla rimane della scuola lagunare portando i suoi lavori a una decisa impronta nordica.